# Östanbotjärnen
Östanbotjärnen är en sjö i Ludvika kommun i Dalarna och ingår i Norrströms huvudavrinningsområde. Sjön har en area på 0,101 kvadratkilometer och ligger 151,1 meter över havet.

## Delavrinningsområde
Östanbotjärnen ingår i det delavrinningsområde (666384-146852) som SMHI kallar för Utloppet av Haggen. Medelhöjden är 193 meter över havet och ytan är 47,47 kvadratkilometer. Räknas de 12 avrinningsområdena uppströms in blir den ackumulerade arean 206,4 kvadratkilometer. Haggeån (Snöån) som avvattnar avrinningsområdet har biflödesordning 4, vilket innebär att vattnet flödar genom totalt 4 vattendrag innan det når havet efter 250 kilometer. Avrinningsområdet består mestadels av skog (57 procent). Avrinningsområdet har 8,6 kvadratkilometer vattenytor vilket ger det en sjöprocent på 18,1 procent. Bebyggelsen i området täcker en yta av 1,76 kvadratkilometer eller 4 procent av avrinningsområdet.